# Povodí Doubravy

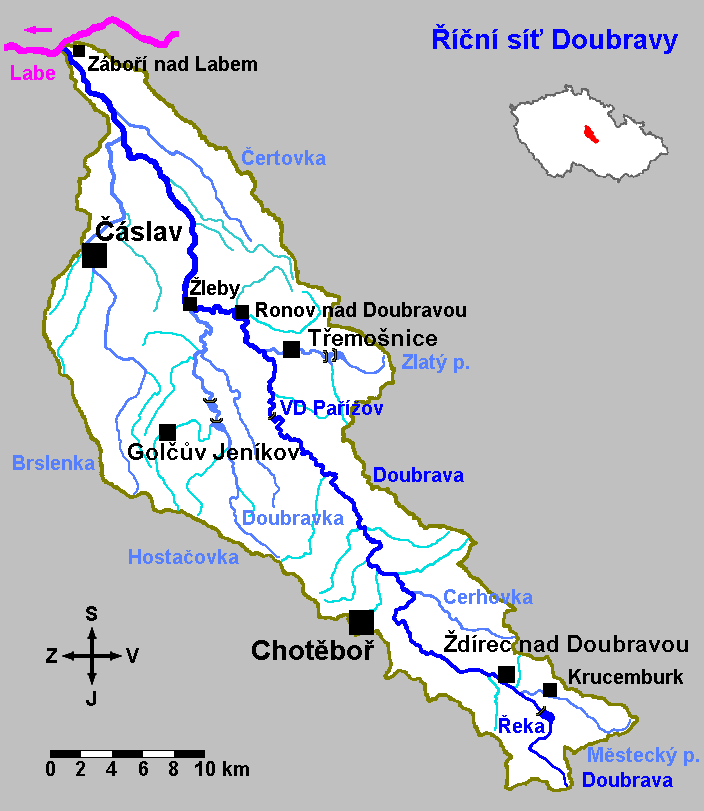
Povodí a říční síť řeky Doubravy

Povodí Doubravy je povodí řeky 2. řádu a je součástí povodí Labe. Tvoří je oblast, ze které do řeky Doubravy přitéká voda buď přímo nebo prostřednictvím jejich přítoků. Jeho hranici tvoří rozvodí se sousedními povodími. Na jihu je to povodí Sázavy, na východě povodí Chrudimky a na západě a severu povodí menších přítoků Labe. Nejvyšším bodem povodí je s nadmořskou výškou 803 m Kamenný vrch v Žďárských vrších. Rozloha povodí je 592,4 km² a nachází se zcela na území Česka.

## Správa povodí
Na území Česka se správou povodí zabývá státní podnik Povodí Labe, závod Pardubice, provozní středisko Čáslav. 

## Dílčí povodí
| povodí                     | rozloha km² | nejvyšší bod | nadm.výška m | odtékající řeka  | průtok v ústí m³/s |
| -------------------------- | ----------- | ------------ | ------------ | ---------------- | ------------------ |
| Povodí Brslenky            | 100,8       | ...          | ...          | Brslenka         | 0,28               |
| Povodí Hostačovky          | 98,4        | ...          | ...          | Hostačovka       | 0,43               |
| Povodí Čertovky            | 37,4        | ...          | ...          | Čertovka         | 37,4               |
| Povodí Zlatého potoka      | 27,5        | ...          | ...          | Zlatý potok      | 0,22               |
| Povodí Cerhovky            | 24,8        | ...          | ...          | Cerhovka         | ...                |
| Povodí Lovětínského potoka | 14,5        | ...          | ...          | Lovětínský potok | ...                |
| Povodí Starkočského potoka | 12,7        | ...          | ...          | Starkočský potok | 0,1                |
| Povodí Novoveského potoka  | 11,8        | ...          | ...          | Novoveský potok  | ...                |
| Povodí Městeckého potoka   | 11,3        | ...          | ...          | Městecký potok   | ...                |
| Povodí Barovky             | 10,5        | ...          | ...          | Barovka          |                    |